# Ацева, Вера
Вера Ацева (24 ноября 1919 года, Прилеп — 10 ноября 2006 года, Скопье) — государственный деятель, участница Второй мировой войны в Югославии, национальный герой.

## Биография
Родилась 24 ноября 1919 года в Прилепе. Недоучившись в гимназии по причине бедности, пошла работать. Работала в табачной промышленности.
В 16 лет принимала участие в рабочем движении страны. В начале 1940 годов стала членом Союза коммунистов Югославии. В сентябре того же года на провинциальной конференции партии была избрана членом Македонского Регионального комитета Союза коммунистов Югославии. С сентября 1940 года по ноябрь 1941 года была секретарем местного комитета в Прилепе.

## Годы Второй мировой войны в Югославии

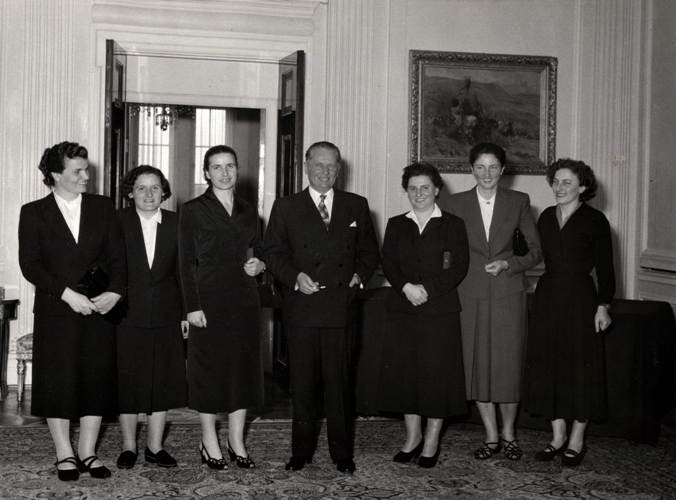
Вера Ацева и женщины — народные героини Югославии вместе с Иосипом Брозом Тито, 1955 год

В годы войны была организатором Прилепского партизанского отряда. С начала 1942 года работала в Лиге коммунистов Югославии в Скопье, а затем партийным инструктором в Струмице, Битоле и Стипе. В августе 1943 года стала комиссаром отряда, а с 11 ноября 1943 года, когда был сформирован первый македонский отряд в Косово — его политработником. Там она работала по январь 1944 года до избрания политическим секретарем Третьего и Четвертого райкомов Союза коммунистов Македонии. В августе 1944 года принимала участие в первой сессии Антифашистского собрания народного освобождения Македонии, на котором избиралась в президиум.
После освобождения страны работала на руководящих должностях. В 1948 году была мэром города Скопье. На V съезде Коммунистической партии Югославии в июле 1948 года была избрана в ЦК Союза коммунистов Югославии. В марте 1949 года, в годы создания правительства Народной Республики Македонии, была избрана министром сельского хозяйства. Она была также членом федерального исполнительного совета, членом парламента Народной Республики Македонии нескольких созывов.
В 1960 году вступила в конфликт с тогдашним секретарем ЦК Компартии Македонии Лазарем Колишевским, обвинив его в принятии решений совместно с Виде Смилевским — Бато, игнорируя при этом мнение исполнительного комитета Союза коммунистов Македонии. 18 октября 1960 года Ранкович приехал из Белграда на проводимое партийное собрание и встал на сторону Колишевского. Aceва была вынуждена отступить и перешла на партийную работу в Белград.
В 1991 году опубликовала книгу «Письмо Светозару Вукмановичу — Темпо».
Скончалась 10 ноября 2006 года в Скопье.

## Награды
- Орден народного героя
- Орден «За заслуги перед народом»
- Орден Братства и единства
- Орден «За храбрость»
- Партизанский памятный знак 1941 года